# لوه-ریکلسهوف
لوه-ریکلسهوف (به آلمانی: Lohe-Rickelshof) یک شهر در آلمان است که در دیمارشن واقع شده‌است. لوه-ریکلسهوف ۱٬۹۸۱ نفر جمعیت دارد.